# Marko Veselica
Marko Veselica (Glavice, 9. siječnja 1936. – Zagreb, 17. veljače 2017.), bio je hrvatski političar i ekonomist, te važan disident u komunističkoj Jugoslaviji.
Kao član vodstva Matice hrvatske i jedan od najistaknutijih sudionika Hrvatskog proljeća, 1971. godine bio je  osuđen na 7 godina zatvora. Potom je zbog iznošenja kritičkih opservacija o jugoslavenskoj komunističkoj vladavini u intervjuu njemačkom "Der Spiegelu" ponovo osuđen 1981. godine na dugogodišnju zatvorsku kaznu. Ukupno je u zatvoru zbog tzv. verbalnog delikta proveo 11 godina i 46 mjeseci.

## Životopis
Marko Veselica rodio se je u Glavicama kod Sinja 1936. godine, u obitelji koja je iz Ćurlina Glavice (Gornje Glavice). Otac mu je bio u partizanima skupa s djedom kasnijeg predsjednika Vlade RH Zorana Milanovića (Markov brat Vladimir i otac Zorana Milanovića Stipe zajedno su studirali ekonomiju i vjenčani su kumovi). Markov otac Stipe poginuo je u operacijama za oslobađanje Knina listopada 1944. godine u selu Kijevu, od topovske granate. Kao dijete palog borca imao je pravo na invalidski dodatak, pa je to pomoglo za financiranje smještaja i prehrane u studentskoj menzi. Studirao je i doktorirao ekonomiju u Zagrebu.
Hrvatsko proljeće dočekao je kao zastupnik Grada Zagreba u društveno-političkom vijeću Savezne skupštine, bio je visoki dužnosnik Saveza sindikata Hrvatske, u Gospodarskoj komisiji te u vrhu Matice hrvatske. Na zagrebačkom sveučilištu bio je asistent, docent i doktor znanosti.
Marko Veselica bio je jedan od istaknutih sudionika Hrvatskog proljeća. Pod optužbom zbog "hrvatskog nacionalizma" (hrvatsko domoljublje se u SFRJ odlučno progonilo) bio je uhićen od komunističkih vlasti Jugoslavije i u montiranom političkom sudskom postupku osuđen na 11 godina zatvora. 
Činjenica što je bio iz partizanske obitelji nije mu pomogla; dapače, odmogla mu je. Služba državne sigurnosti UDBA označila ga je kao kolovođu "hrvatske kontrarevolucije".
Izgleda da se razmišljalo o njegovom ubijanju, dok je na robiji. U istoj je zatvorskoj ćeliji bio sa serijskim ubojicom Vinkom Pintarićem, koji je bio brigadir u zatvoru i šef ćelije. Veselici je bio nadređen i u zatvorskoj tapetariji. Pintarić je bio zadužen cinkati, a možda i smaknuti Veselicu, no ovoga je spasilo to što je Vinko Pintarić na dopustu iz zatvora počinio još jedno ubojstvo, nakon čega ga je naganjala milicija. Veselica je i nakon što se riješio jednog kriminalca, imao problema s drugima. I drugi zatvorski brigadiri nadređeni njemu imali su ubojstva u dosjeu. Režim je te kriminalce vrbovao za izvješćivanje o Veselici i inim političkim zatvorenicima, radi pripremanja materijala za nove diskvalifikacije i optužbe. Prema Veseličinim riječima, režim to nije uspio, jer je Veselica bio previše poznat vani i ugledan, što mu je spasilo život.
Na inicijativu Mladena Pavkovića, koji je o njemu organizirao i niz tribina i napisao nekoliko knjiga, i snimio dokumentarni film,  u velikoj dvorani zagrebačkog HNK organizirana je 70-ta obljetnica njegova života i rada.
Jedan je od najpoznatijih hrvatskih disidenata. Prozvali su ga Hrvatski Mandela.
Preminuo je 17. veljače 2017. godine u bolnici Fran Mihaljević u Zagrebu.

## Politička djelatnost
Veselica je pravi inicijator osnivanja HDZ-a i bio je motor okupljanja na Plešivici u klijeti Ante Ledića, kad se dogovaralo osnivanje stranke. Prema Veseličinim riječima, Franjo Tuđman se poslije ponio nekorektno, i s Vladimirom Šeksom je organizirao tajnu osnivačku skupštinu kako bi uklonio Veselicu iz upravljačkih tijela u HDZ-u. Veselici je "uzeo stranku ispred nosa", što mu je ovaj poslije oprostio. Tuđmanov doprinos utemeljenju i obrani samostalne Hrvatske je držao neupitnim, jer je Tuđman kao partizanski general-major u Beogradu "dobro upoznao velikosrpsku mafiju u Beogradu i znao se efikasno boriti protiv nje." Spočitavao je Tuđmanu ljude kojima se okružio i odnos prema njemu. Godine 1990. bio je s bratom Vladom jedan od osnivača Hrvatske demokratske stranke (HDS) i njezin predsjednik (od 1992. godine Hrvatska kršćanska demokratska unija).
Iseljena Hrvatska mnogo je pridonijela demokratskoj promjeni vlasti u Hrvatskoj. Premda je Veselica bio znatno popularniji od Tuđmana u iseljeništvu, Tuđman je dobio putovnicu tri godine prije Veselice tako da je mogao pridobiti iseljenike za sebe. Uz to je HDZ znao populistički nastupiti i dominirao je u medijima.

## Djela
- Politička ekonomija, Ekonomski fakultet Sveučilišta, Zagreb, 1968.
- Die Radikale Lösung der ungelösten kroatischen Frage: die Voraussetzung für eine Demokratisierung Jugoslawiens,	K.-H. Aldag, Hamburg, 1980.
- The Croatian national question - Yugoslavia’s Achilles’ heel, United Publishers, London, 1980.
- Zov savjesti iz hrvatskog Sibira, vl. naklada, Zagreb, 1990.
- S vjerom u Hrvatsku, vl. naklada, Zagreb, 1994.
- Moja hrvatska sudbina: uznički dnevnik i razmišljanja o temeljnim problemima hrvatskog naroda i hrvatske države u hrvatskom Sibiru, Nakladni zavod Matice hrvatske, Zagreb, 2003.
- Uskrsnuće Republike Hrvatske od 1990. do Bljeska i Oluje 1995. godine, Graphis, Zagreb, 2005.

## Odlikovanje
- 1995. godine odlikovan je redom Stjepana Radića.[5]

## Vanjske poveznice
- Veselica, Marko Hrvatska enciklopedija
- Večernji list - biografije: Marko Veselica
- Razgovor s dr. Markom Veselicom. Veljača 2014. Portal Hrvatskoga kulturnog vijeća